# Gare de Joensuu
La gare de Joensuu (en finnois : Joensuun rautatieasema) est une gare ferroviaire finlandaise situé dans le quartier de Niinivaara à Joensuu.

## Histoire
La gare est ouverte au public en 1894. 
En 2008, la gare a accueilli  399 000 voyageurs.

## Service des voyageurs

### Desserte
Joensuu est desservie par les trains de passagers en direction de la Gare centrale d'Helsinki (par Lappeenranta, Kouvola et Lahti), de  Nurmes et de Pieksämäki.